# Török Ottó (öttusázó)
Török Ottó (Csillaghegy, 1937. november 1. –) olimpiai bronzérmes magyar öttusázó. A Budapest Honvéd versenyzője volt.

## Eredmények
Legnagyobb eredményét az 1964-es tokiói olimpián érte el. Az öttusa csapatversenyben bronzérmet nyert Nagy Imre és testvére, Török Ferenc oldalán. Ő volt a csapat legfiatalabb tagja. Egyéniben ugyanezen az olimpián a 26. helyen végzett.
Bátyja példáját követve kezdett sportolni, előbb háromtusa, majd öttusa versenyeken indult. Négy egymást követő évben volt tagja a Budapest Honvéd bajnokcsapatának. Az öt szám közül a vívást kedvelte legjobban, párbajtőrcsapatban országos bajnoki címet is szerzett, és csak az utolsó válogatón esett el az 1968-as mexikóvárosi olimpián való részvételtől.

## Civil pályafutása
1956-ban érettségizett az Árpád Gimnáziumban. Még versenyzői pályafutása idején jogi diplomát szerzett. Több mint két évtizeden át volt ügyvezető igazgató a Gépszev Rt.-nél. Schmitt Pál nagyköveti kinevezése után a Magyar Olimpiai Bizottság irodavezetője, később igazgatója lett.
Fia, Ottó kardvívó, később szakállamtitkár volt.